# Liet International
Liet International (voorheen Liet Ynternasjonaal en Liet-Lávlut) is een internationale competitie en presentatie van liedjes, gezongen in minderheidstalen. Het evenement is een spin-off van de Friestalige talentenjacht Liet. Het evenement is in 2002 gestart om bands in minderheidstalen een podium te geven. Het evenement wordt uitgezonden op televisie door heel Europa. Ook op het internet is het festival te volgen. 
Er is zowel een publieks- als een juryprijs te winnen.

## Geschiedenis
Liet International komt voort uit Liet, een Fries festival dat in 1991 ontstond. Tot nu toe is Liet al tien keer georganiseerd. De eerste drie edities werden georganiseerd n Leeuwarden, de hoofdstad van de Nederlandse provincie Friesland, waar het concept ontstaan was. Ook in 2009 vond het festival in Nederland plaats. Na een onderbreking van een jaar werd het festival in 2006 en 2007 Lapland georganiseerd. Ook in 2008 vond het festival plaats in Lapland. In 2010 was het de beurt aan Bretagne om het festival te organiseren en in 2011 vond het festival plaats in de Italiaanse regio Friuli-Venezia Giulia. Verder organiseerden ook Asturië (2012) en Nedersaksen (2014) het festival.
De eerste editie werd gewonnen door de Catalaanse band Pomada. Zij wisten de jury het meest te bekoren met het Catalaanse lied En pere galleri. In 2003 won een lied in de Samische taal net als in 2004, 2006, 2009 en 2017. 
Het festival werd geannuleerd in 2015, maar ook in 2016 vond het festival niet plaats wegens organisatorische en financiële problemen. Het jaar nadien, in 2017, keerde het festival terug. Lapland won opnieuw. De editie van 2018 werd gewonnen door the band The Rowan Tree uit Cornwall.
De geplande editie in 2020 kon niet doorgaan door de coronapandemie. Omdat er lange tijd geen verbetering bleek in de situatie, werd er gekozen om de volgende editie pas te organiseren in 2022. Het blijft wel in de regio Zuid-Denemarken, maar ditmaal in het stadje Tønder in plaats van Aabenraa.

## Format
De liedjes moeten gezongen worden in de eigen minderheidstaal. Een jury beoordeelt de liedjes en geeft ze punten naargelang hun beoordeling. De winnaar is de regio die de meeste punten krijgt van de jury.
Verder wordt er ook een publieksprijs uitgereikt. Deze wordt uitgereikt aan de regio die volgens het publiek het beste was.

## Edities
| Jaar | Artiest                           | Lied                              | Taal                              | Regio's | Datum finale     | Locatie                  | Plaats     |
| ---- | --------------------------------- | --------------------------------- | --------------------------------- | ------- | ---------------- | ------------------------ | ---------- |
| 2002 | Pomada                            | En pere gallerí                   | Catalaans                         | 10      | 28 april 2002    | De Harmonie              | Leeuwarden |
| 2003 | Transjoik                         | Mijjajaa                          | Samisch                           | 10      | 23 november 2003 | De Harmonie              | Leeuwarden |
| 2004 | Niko Valkeapää                    | Rabas mielain                     | Samisch                           | 10      | 22 oktober 2004  | De Harmonie              | Leeuwarden |
| 2006 | Johan Kitti en Ellen Sara Bæhr    | Luđiin muitalan                   | Samisch                           | 11      | 14 oktober 2006  |                          | Östersund  |
| 2008 | Jacques Culioli                   | Hosanna in excelsis               | Corsicaans                        | 11      | 18 oktober 2008  | Kulturens hus            | Luleå      |
| 2009 | SomBy                             | Ii iđit vel                       | Samisch                           | 11      | 31 oktober 2009  | De Harmonie              | Leeuwarden |
| 2010 | ORKA                              | Rúmdardrongurin                   | Faeröers                          | 11      |                  |                          | Lorient    |
| 2011 | Janna Eijer                       | Ien klap                          | Fries                             | 12      | 19 november 2011 | Teatro Giovanni da Udine | Udine      |
| 2012 | Lleuwen                           | Ar gouloù bev                     | Bretons                           | 11      | 1 december 2012  | Teatru de la Llaboral    | Gijón      |
| 2014 | Martina Iori                      | Via con mia mùsega                | Ladinisch                         | 10      | 2014             |                          | Oldenburg  |
| 2017 | Ella Marie Hætta Isaksen          | Luoddaearru                       | Noord-Samisch                     | 8       | 13 april 2017    |                          | Kautokeino |
| 2018 | The Rowan Tree                    | Tresor                            | Cornish                           | 11      | 23 mei 2018      | Neushoorn                | Leeuwarden |
| 2020 | Afgelast wegens de coronapandemie | Afgelast wegens de coronapandemie | Afgelast wegens de coronapandemie | 20      | 4 april 2020     | Gazzværket               | Aabenraa   |
| 2022 | Adrie de Boer                     | Bliuw mar by my                   | Fries                             |         | 13 mei 2022      | Tønder Kulturhus         | Tønder     |
| 2024 | Nani Vazana                       | Una Segunda Piel                  | Ladino                            | 10      | 22 november 2024 | Centru Culturale Alb’oru | Bastia     |